# Дмитрієв Олександр Дмитрович
Олекса́ндр Дми́трович Дми́трієв (нар.21 листопада 1888 Київ, Російська імперія — пом. 5 вересня 1964 Ростов-на-Дону, СРСР) — російський історик, доктор історичних наук, професор. Ґрунтовний спеціаліст з історії Римської імперії. Учень Федора Успенського.

## Біографія
Народився 1888 року в місті Київ, Російська імперія. Після закінчення Київської духовної академії 1912 року відправився в місто Константинополь, де працював у Російському археологічному інституті під керівництвом Федора Успенського. У 1914—1922 рр. в Одесі викладав історію в приватних закладах. У 1922 році повернувся в рідний Київ. Розпочав працювати в НАН УРСР. У 1932 році переїхав до Москви, а з 1936 року — до Сталінграда (нині Волгоград). Навчався в аспірантурі Ленінградського університету, захистив кандидатську дисертацію на тему «Історія революційного руху в Римській Галлії». У 1950 захистив докторську дисертацію на тему «Соціальний рух у Римській імперії у зв'язку зі вторгненням варварів». Працював у Чернівецькому університеті завідувачем кафедри історії стародавньої та середньовічної історії. Помер у Ростові-на-Дону 1964 року.